# Liste des épisodes de Paire de rois

Cette page recense la liste des épisodes de la série télévisée américaine Paire de rois (2010-2013).

## Première saison (2010-2011)
1. Le Retour des rois, 1re partie (Return of the Kings)
2. Le Retour des rois, 2e partie (Return of the Kings)
3. La Plage de Shredder (Beach Bully Bingo)
4. Le Chant des sirènes (A Mermaid's Tail)
5. Pupaley (Where The Wild Kings Are)
6. Les Rois d'école (Big Kings On Campus)
7. La Tribu Flaji (The Brady Hunch)
8. Le Grand Match (Junga Ball)
9. La Cérémonie de la honte (Revenge of the Mummy)
10. Le Piège (Oh Brother, Where Are Thou?)
11. Les Rebelles (No Kings Allowed)
12. Le Corbeau du karma (Pair of Jokers)
13. Retour à Chicago (Pair of Prom Kings)
14. Fausses Notes (Tone Deaf Jam)
15. La Piqûre de Waka Waka (The Bite Stuff)
16. Boomer possédé (Brady Battles Boo-Mer)
17. Fiançailles royales (The King and Eyes)
18. Le Roi du jour (The Kings Beneath My Wings)
19. Catch royal (Fight School)
20. Deux paires de rois (The Trouble With Doubles)
21. Voyage au centre du Mont-qui-tousse (Journey to the Center of Mt. Spew)

## Deuxième saison (2011-2012)
1. Boomer et Brady, des légendes vivantes, 1re partie (Kings of Legend: Part One)
2. Boomer et Brady, des légendes vivantes, 2e partie (Kings of Legend: Part Two)
3. La Chasse au roi (Good King Hunting)
4. L'Attaque des Muskarats (Dinner for Squonks)
5. Le Roi des voleurs (Kings of Thieves)
6. La Fille des glaces (An Ice Girl for Boomer)
7. L'Île de Sununu (Pair of Geniuses)
8. Un oncle encombrant (How I Met Your Brother)
9. Meilleures Amies (The One About Mikayla's Friends)
10. Les Maîtres du temps (Do Over)
11. La Fièvre Mooco (Big Mama Waka)
12. Nuits blanches au palais (Sleepless in the Castle)
13. Paire de clubs (Pair of Clubs)
14. Le Défi des rois (The Cheat Life of Brady and Boomer)
15. Un ex bien présent (The Ex Factor)
16. Noël à Kinkow (Pair of Santas)
17. Rimes et Trahison (No Rhyme or Treason)
18. Monsieur Croquemitaine (Mr. Boogey Shoes)
19. La Fontaine de jouvence (The Young and the Restless)
20. Le Procès (Let the Clips Show)
21. Prise d'otage (Crouching Brady, Hidden Boomer)
22. Le Lombric des sables (Beach Party Maggot Massacre)
23. Rivalité (Make Dirt, Not War)
24. Déception culinaire (Cooks Can Be Deceiving)
25. Le Roi maudit (The Evil King)

## Troisième saison (2012-2013)
1. Le Nouveau Roi: Le Troisième Frère (The New King, Part 1: Destiny's Child)
2. Le Nouveau Roi: Une fille pour deux (The New King, Part 2: The Bro-fessor and Mary Ann)
3. Deux rois et un vilain bébé (Two Kings and a Devil Baby)
4. La Dame de la tour (Fatal Distraction)
5. La Croisière de la peur (Wet Hot Kinkowan Summer)
6. Le Roi Lanny (O Lanada)
7. Cœur et troll (Heart and Troll)
8. Souviens toi dimanche dernier (I Know What You Did Last Sunday)
9. La Vie sans Mikayla (Lord of the Fries)
10. Danse avec les rois (Dancing with the Scars)
11. Le Monstre éponge (I'm Gonna Git You, Sponge Sucka)
12. Une journée sans embûche (Bond of Brothers)
13. Les Dangers de la jungle (King vs. Wild)
14. Une dent contre Boz (Inconcenient Tooth)
15. Les apparences sont parfois trompeuses (The Oogli Stick)
16. Boomer le champion(Thumb & Thumber)
17. Le gnome boueux (Loathe Potion No. 9)
18. Le Week-end fréro-glisse (Yeti, Set, Snow)
19. Mystères de Kinkow (Mysteries of Kinkow)
20. Voyage a chicago (Meet the Parent)
21. Longues vies aux Rois (Long Live The Kings)

Le 12 décembre 2011, Disney a renouvelé la série pour une troisième saison, diffusée aux États-Unis à partir du 18 juin 2012. Adam Hicks rejoint la distribution en tant que nouveau roi tandis que Mitchel Musso quitte la série, souhaitant consacrer plus de temps à son nouvel album. Le 3 novembre 2012, Adam Hicks annonce sur son compte Twitter que Disney XD n'a pas renouvelé Paire de rois pour une 4e saison, faute d'audience[réf. nécessaire].